# Astronomiska Sällskapet Tycho Brahe
Astronomiska Sällskapet Tycho Brahe (ASTB) är en ideell förening som driver Tycho Brahe observatoriet (TBO) i Oxie, Malmö kommun.
ASTB bildades 1937 på initiativ av Lundaprofessorn Knut Lundmark. Syftet var att popularisera astronomin hos allmänheten.
Sällskapet hade 2025 närmare 200 medlemmar, framför allt i Sydsverige. Verksamheten har två huvudinriktningar:
- Mötesverksamheten i form av  sammanträden för medlemmar.
- Observations- och visningsverksamhet vid Tycho Brahe-observatoriet i Oxie, sydöst om Malmö.